# 上長瀞站

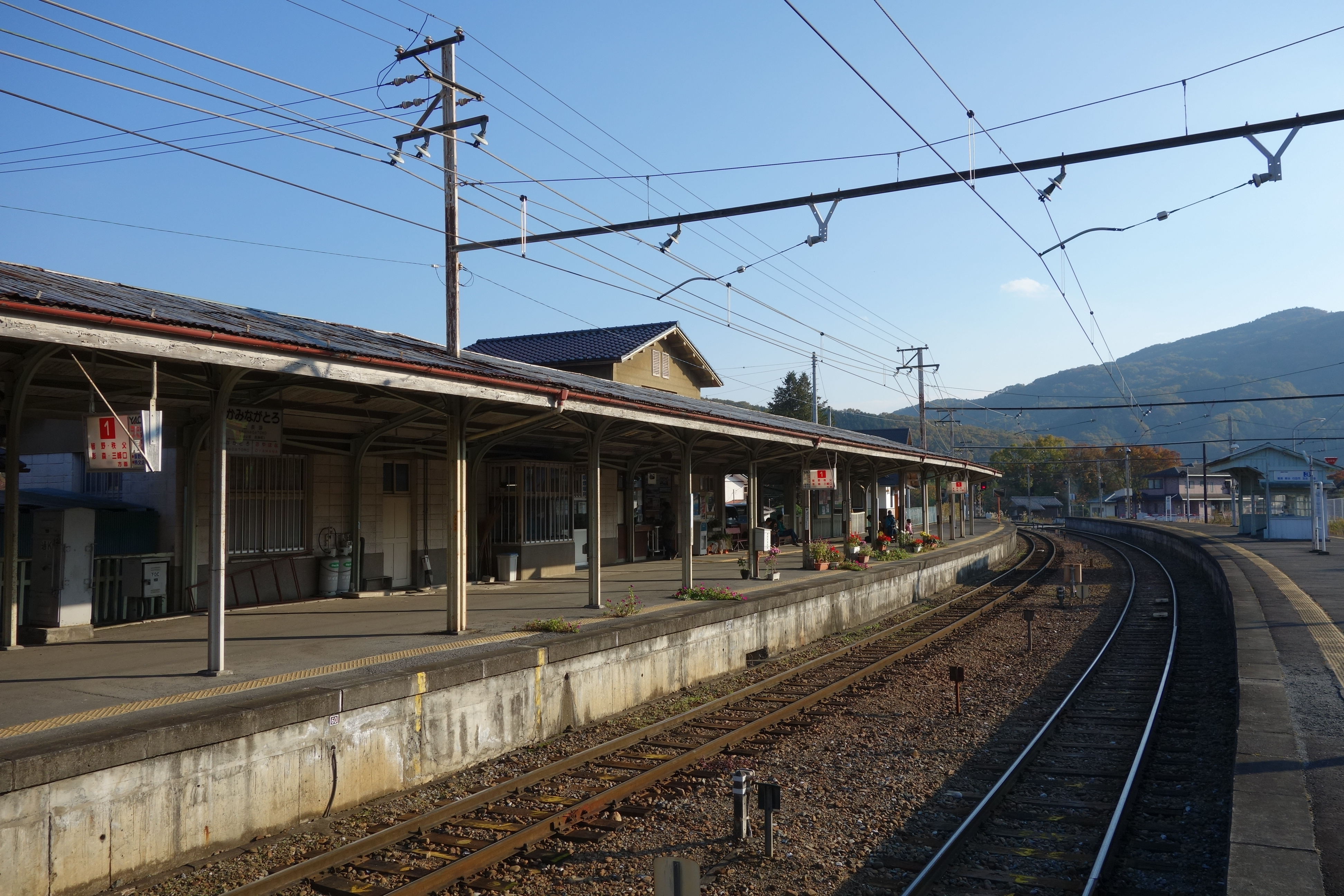
月台（2013年11月）

上長瀞站（日语：／ Kaminagatoro eki */?）是位於埼玉縣秩父郡長瀞町大字長瀞1524番1號，屬於秩父鐵道的秩父本線車站。

## 歷史
- 1916年（大正5年）1月1日 - 國神站啟用[1]。
- 1928年（昭和3年）5月15日 - 車站改名為上長瀞站。

## 車站構造
此站是地面車站，設有1面1線的單式月台和1面2線的島式月台。站房位於東邊1號月台側，與2、3號月台的島式月台之間設有站內平交道連接。此站是由寄居站管理的業務委託車站。車站職員當值時間為平日7:10～18:10和星期六日8:00～17:00。在檢票口內設有廁所，當中只限車站職員當值時才開放使用。
東武東上線特急「長瀞號」（1992年3月前）曾會駛入至此站。另外，從國鐵上野站經高崎線的普通列車「秩父路」會駛入至此站並作為終點站。

### 月台
| 月台 | 路線    | 方向                                              |
| ---- | ------- | ------------------------------------------------- |
| 1    | ■秩父線 | 秩父、三峰口方向 ■西武線直通 飯能、所澤、池袋方向 |
| 2    | ■秩父線 | 長瀞方向（來自西武線的直通列車）                  |
| 3    | ■秩父線 | 長瀞、寄居、熊谷、行田市、羽生方向                |

由於月台建設彎道上。自家通勤型車輛停靠3號月台時，每卡車輛只會開啟兩度車門。因此2門車的西武線車輛會使用2號月台，而不是3號月台。

## 使用狀況
- 在2018年度1日平均乘車人次為145人。

| 年度               | 1日平均 乘車人次 |
| ------------------ | ---------------- |
| 2009年（平成21年） | 151              |
| 2010年（平成22年） | 143              |
| 2011年（平成23年） | 134              |
| 2012年（平成24年） | 136              |
| 2013年（平成25年） | 151              |
| 2014年（平成26年） | 154              |
| 2015年（平成27年） | 158              |
| 2016年（平成28年） | 143              |
| 2017年（平成29年） | 164              |
| 2018年（平成30年） | 145              |

## 車站周邊

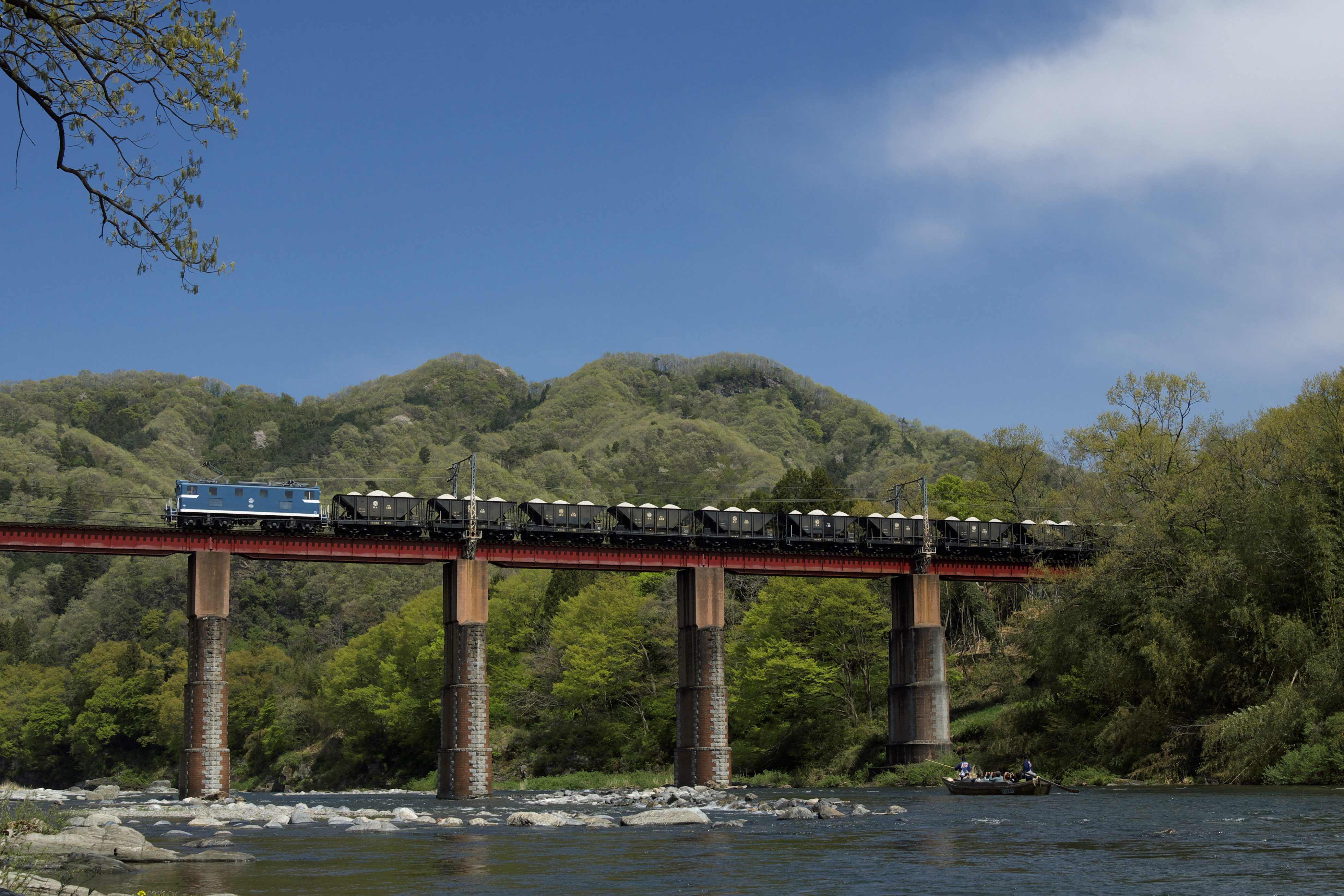
貨運列車駛經親鼻鐵橋

- 國道140號
- 埼玉縣道204號上長瀞停車場線（日语：埼玉県道204号上長瀞停車場線）
- 荒川
  - 荒川橋樑（日语：荒川橋梁 (秩父本線)）（親鼻鐵橋）
  - 親鼻橋（日语：親鼻橋）
- 埼玉縣立自然之博物館（日语：埼玉県立自然の博物館）
- 金崎古墳群（日语：金崎古墳群）
- 月之石楓公園

## 相鄰車站
秩父鐵道
秩父本線
SL「Paleo Express」、急行「秩父路」
通過
普通
長瀞－上長瀞－親鼻

## 注腳
1. 1 2  「軽便鉄道停車場新設及停車場名称並哩程変更」『官報』1916年1月15日（日語）（國立國會圖書館數碼化資料）

## 外部連結
- 車站情報 上長瀞站（秩父鐵道） （页面存档备份，存于）（日語）